# Salto (plateforme SVOD)
Pour les articles homonymes, voir Salto.
Salto est un ancien service français de vidéo à la demande par abonnement, qui propose des films et des séries ainsi que des documentaires et des émissions de divertissement. La plateforme est une société en nom collectif détenue par les groupes audiovisuels français France Télévisions, TF1 et M6. Le service est lancé en France le 20 octobre 2020 et ferme le 27 mars 2023.
La plateforme propose des contenus inédits et exclusifs produits par les groupes TF1, France Télévisions et M6 ainsi que des acquisitions de programmes cinématographiques et télévisuels français et étrangers. En plus des contenus en vidéo à la demande, Salto permet de regarder en direct les chaînes de télévision des groupes fondateurs et de rattraper des contenus diffusés récemment ou bien de visionner en avant-première certains programmes, avant leur diffusion à l'antenne.
Le 15 février 2023, dans un communiqué commun, les groupes TF1, M6 et France Télévisions annoncent la fermeture de la plateforme à partir du 27 mars 2023.

## Histoire

Ancien logo de Salto lors de son annonce en 2018.
Logo de Salto depuis 2020, avec un A culbuté selon la graphie commerciale utilisée par la société.

Le 15 juin 2018, les groupes audiovisuels français France Télévisions, TF1 et M6 annoncent la création d'une plateforme commune, intitulée Salto. Conçue comme une offre concurrente des services de vidéo à la demande comme Canal+, Prime Video, Netflix, Disney+, et Apple TV+.
L'objectif de la plateforme est de rassembler les programmes des différentes chaînes sur un site internet commun.
Les montants investis par les trois groupes n'ont pas été communiqués. D'après le journal Le Monde, ceux-ci devraient s'élever à 50 millions d'euros. Le budget initial de Salto devrait se situer entre 135 et 250 millions d'euros sur trois ans,.
Le 12 août 2019, l'autorité de la concurrence autorise cette initiative commune sous certaines conditions afin d'éviter tout abus de position dominante,. Les trois groupes doivent s’engager à ce que Salto ne puisse pas contracter d'exclusivité de distribution de chaînes de la TNT en clair et de leurs services et fonctionnalités associés. Il sera par ailleurs interdit aux chaînes de faire de la promotion gratuite pour Salto sur leurs antennes.
Prévu au premier trimestre 2020, le lancement de l'offre commerciale a été repoussé à l'automne 2020 en raison de la pandémie de Covid-19. Une phase de tests a été lancée le 3 juin 2020 auprès d'un panel de 300 consommateurs. Pour le directeur général de Salto, Thomas Follin, l'idée est de s'assurer que la plateforme « tient bien le coup » via la réalisation d'un certain nombre de tests techniques, mais également de vérifier qu'elle correspond aux attentes des internautes que ce soit d'un point de vue ergonomique, éditorial ou tarifaire.
Le 15 octobre 2020, la plateforme est présentée aux médias avec l'annonce du catalogue et des conditions tarifaires. À cette occasion, son lancement pour le 20 octobre 2020, annoncé par plusieurs médias, quelques jours auparavant, est confirmé.
Selon Les Échos, la plateforme compte 200 000 abonnés en janvier 2021, trois mois après le lancement. Le 12 janvier 2022, Delphine Ernotte, présidente de France Télévisions annonce publiquement sur la matinale de France Inter que le nombre d'abonnés à la plateforme française est de 700 000. C'est la première fois que les chiffres du nombre d'abonnements sont annoncés. Même si le nombre d'abonnés semble élevé pour la toute jeune plateforme, les résultats sont bien en deçà qu'espéré. L'objectif initial était d'atteindre le million d'abonnés en un an.
Le 20 novembre 2022, d'après une information de La Lettre A, TF1 et M6 informent vouloir vendre leurs parts (66,66 %) qu'elles détiennent dans la plateforme. En janvier 2023, plusieurs médias annoncent la décision prise par France Télévisions de dissoudre Salto,. Le 15 février 2023, les trois entreprises associées confirment l'arrêt de la plateforme. La plateforme a cessé de fonctionner le 27 mars 2023.
Le site a réalisé sur son dernier exercice du 1er trimestre 2023 un chiffre d’affaires de 11,1 millions d’euros, ce qui peut correspondre à 555 000 abonnements payants (hors périodes d'essai).

## Direction
En septembre 2019, les dirigeants de la plateforme ont été désignés, : 
- Gilles Pélisson, le PDG de TF1, est nommé à la présidence du conseil de surveillance de la plateforme, pour un mandat de deux ans.
- Thomas Follin, membre du comité exécutif de M6, est nommé à la direction de Salto[26].
- Danielle Attias, directrice déléguée à France Télévisions SVOD depuis 2017, est nommée secrétaire générale[27],[28].

## Distribution
Salto est disponible selon le principe du service par contournement, sur ordinateur (via un navigateur), sur mobile et tablette Android et iOS ainsi que sur Android TV et Apple TV. La plateforme sera également accessible sur les téléviseurs connectés au moyen de la technologie HBBTV.
Au cours de la conférence de lancement du service qui s'est tenue le 15 octobre 2020, Thomas Follin directeur général de Salto, annonce que des accords avec des fournisseurs d'accès à Internet sont conclus afin de permettre l'accès à la plateforme sur les box internet des opérateurs.

## Programmes
La plateforme propose un service de vidéos à la demande, ainsi que des chaînes en direct et les programmes en rattrapage.
La plateforme propose dans son catalogue de programmes des films et séries inédits ou exclusifs, de fiction et de documentaire français et étrangers[réf. nécessaire]. Elle propose également des programmes en intégralités déjà diffusés auparavant. Les abonnés peuvent visionner en avant-première des épisodes ou même un programme en intégralité avant la diffusion sur une des chaînes des actionnaires.

### Séries télévisées

#### Inédites ou exclusives
- A Confession (de) (drame)
- All American (drame)
- A Million Little Things (drame)
- And Just Like That… (Comédie dramatique)
- Becoming a God (comédie)
- Beecham House (drame, historique)
- Bull (drame, judiciaire)
- Clarice (thriller)
- Callboys (nl) (comédie belge)
- Cellule de crise (drame, thriller)
- C'est comme ça que je t'aime (comédie)[31]
- Les Chroniques de Sherlock (drame, thriller)
- Chucky (horreur)
- Cryptid (horreur)
- Cry Wolf (drame, thriller)
- Departure (drame, thriller)
- Double vie (drame)
- Evil (drame, fantastique américain)
- Exit (no) (drame norvégien)
- Face to Face (drame, policier danois)
- Fargo (drame anthologique, policier)
- Flesh and Blood (en) (drame, thriller)
- Grand Hôtel (drame)
- Intelligence (sitcom)
- Katy Keene (comédie dramatique, musicale)
- Looking for Alaska (drame)
- Manifest (drame, fantastique)
- Monsterland (en) (drame anthologique, fantastique)
- Nancy Drew (drame, fantastique)
- Pretty Little Liars: The Perfectionists (drame, thriller)
- Quartier des Banques (drame)
- Quatre mariages et un enterrement (drame)
- Quiz (drame, biopic)
- Small Axe (drame)[32]
- Sissi (drame, historique, biopic) [33]
- Superman and Lois (drame, fantastique, Super-héros)
- The Cry (drame)
- The Grave (drame, fantastique)
- The Hunting (en) (drame australien)[34]
- The Secrets She Keeps (en) (drame, thriller australien)
- The Sister (en) (drame, thriller anglais)[35]
- Why Women Kill (drame anthologique, comédie noire)[36]
- Yellowstone (drame)

#### Avant-première
- Balthazar (drame, policier) ;
- Black and White (drame, historique) ;
- Ils étaient dix (drame, thriller)[37] ;
- La Promesse (drame, thriller) ;
- Le Code (drame, judiciaire) ;
- Les Aventures du jeune Voltaire (drame, historique)[38] ;
- Les Petits Meurtres d'Agatha Christie (policier) ;
- Sam (comédie dramatique).

### Films

#### Avant-première
- La Traque[39]

### Documentaires

#### Film
- Égoïste (humanitaire)

#### Séries
- Apocalypse (historique)
- Un regard sur l'Espace (astronomie) : collection de documentaires réalisés par Baptiste Blanpain

## Chaînes et plateformes
Groupe TF1
- TF1
- TMC
- TFX
- TF1 Séries Films
- LCI
- TV Breizh
- Ushuaïa TV
- Histoire TV
- TFOU Max

France Télévisions
- France 2
- France 3
- France 4
- France 5
- France Info
- Culturebox
- France.tv Slash
- Okoo

Groupe M6
- M6
- W9
- Gulli
- 6ter
- Téva
- Paris Première
- TiJi
- Canal J
- Gulli Max

NRJ Group
- NRJ 12
- Chérie 25

Amaury Média
- La chaîne L'Équipe

Autres chaînes publiques
- La Chaîne Parlementaire (LCP et Public Sénat)
- TV5 Monde
- Arte

## Tarification
Le 15 octobre 2020, Thomas Follin annonce le détail des offres de la plateforme. Celle-ci est proposée à 6,99 €/mois pour un écran (offre solo), 9,99 €/mois par mois pour deux écrans simultanés (offre duo) et 12,99 €/mois pour quatre écrans simultanés (offre tribu). Toutes ces offres permettent d'accéder à l'ensemble du catalogue et des services de la plateforme. Un premier mois d'essai gratuit est proposé.